# 青岛市礼堂
36°03′45.6″N 120°18′53.1″E / 36.062667°N 120.314750°E
青岛市礼堂，现名青岛音乐厅，位于中国山东省青岛市市南区兰山路1号，建于1934年－1935年間，由建筑师郑德鹏设计，现為青岛市文物保护单位。

## 历史

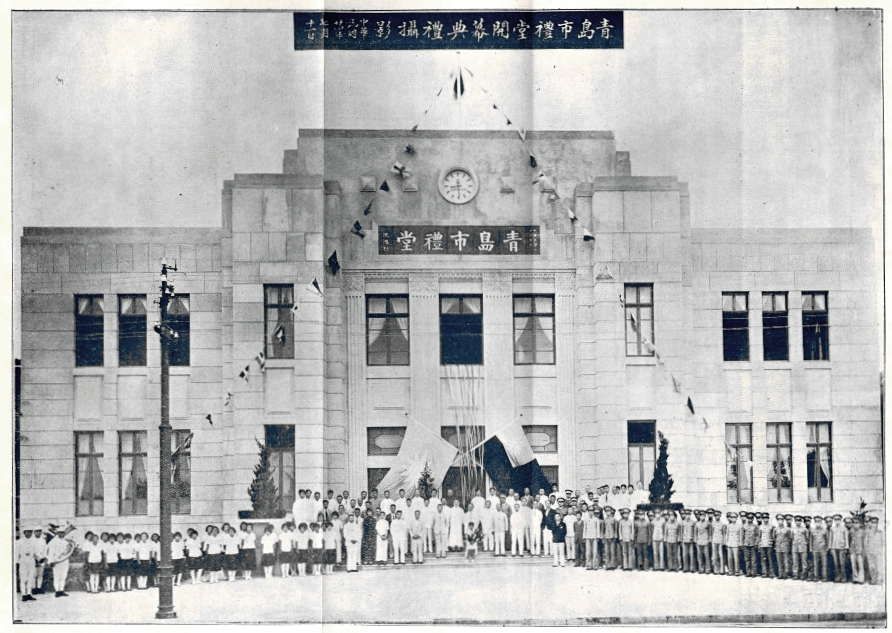
青岛市礼堂开幕典礼

青岛开埠后，市内长期未有向华人居民开放的室内集会场所，华人公众集会常常要借用会馆或旅馆大厅举行，造成诸多不便。1932年春，青岛市政府将中山路第四公园的土地放租给中国银行等6家银行及青岛银行公会，并要求在该地块内代为建设一座公共礼堂。青岛银行公会原计划将礼堂设于其办公楼的三楼，而市政府审阅设计图纸后认为规模太小，人流上下交通不便，同时与银行大楼功能冲突，故决定改由银行公会出资补助3万元，另选地址建设一座礼堂。礼堂最初拟选址在中山公园建设，但因太过偏僻，遂改在太平路浙江路路口，德占时期的旧港务局址新建，定名为青岛市礼堂。
礼堂于1934年4月开建，建筑设计师为青岛市工务局第二科技正郑德鹏，由美化营造厂施工（美化营造厂创办者、建筑师王枚生可能也参与了建筑工程），1935年7月14日竣工，最终耗资约4万元 。建成后，青岛市政府又颁布了《青岛市礼堂借用规则》，规定市民及团体进行学术演讲、非营业性娱乐活动、公益集会、庆祝婚嫁以及公共宴会时，可租用礼堂，租用者仅需负担水电费用，无需另缴纳费用，公益活动可以酌情减免水电费。青岛市礼堂建成后直至1960年青岛市人民会堂建成，长期为青岛市最大的公用礼堂。
青岛市礼堂除用作民众集会地点外，亦常为政治会议会场，抗战时期的青岛治安维持会、新民会青岛特别市联合协议会、国民政府时期的青岛市参议会等曾先后在此召开会议。1949年后，礼堂延续其用途。1959年，青岛市群众艺术馆曾设于此处，后迁至安徽路金星电影院。约1960年代至1990年代时，青岛市礼堂曾改称市南区礼堂。1983年至1994年，市南区文化局在此开办舞厅。1994年5月，该建筑改为中国光大银行青岛分行总部行址。
2000年，该建筑以“青岛市大礼堂”之名列入第一批青岛市历史优秀建筑名单。2006年末至2007年初，青岛市礼堂旧址经过修缮后，于2007年1月辟为青岛音乐厅。2008年11月21日，青岛市礼堂旧址列入第八批青岛市文物保护单位。

## 建筑特色
青岛市礼堂位于兰山路北侧，面向青岛湾，平面呈“凸”字形，占地面积2533.34平方米，建筑面积2018平方米，总高14米，建筑体为钢筋混凝土结构。朝南的正立面为对称布局，具有欧洲古典样式。立面横向划分为五段，中段主入口处3层，两翼2层，中段与两翼之间的连接处为两层半，并向前凸出。正门为三扇双开的木制包铜皮大门，其前方为六级台阶。三扇大门之间及两侧为石雕壁柱，高两层，柱头雕刻为蝶形纹样。壁柱上方为大理石牌匾，刻有时任青岛市市长沈鸿烈所题“青岛市礼堂”五字，现已不存在。牌匾上方中央为圆形钟表，两侧各有两块凸起的方锥形花岗岩石块作为装饰。正立面两翼各开有三联长窗。墙面整体采用人造石面材，并勾出横向影线，女儿墙处影线方向有所变化，檐口略微内收。建筑内部北侧为礼堂，宽21米，进深32米，可容纳800余人，地面为磨光人造石地面，天花板雕有纹饰。

## 图集
- 青岛市礼堂平面设计图
- 青岛市礼堂，1943年
- 青岛市礼堂，1950年代
- 青岛市礼堂旧址，2016年